# Aaron Himelstein
Aaron Himelstein (Buffalo Grove, Illinois, 1985. október 10. –) amerikai színész.

## Filmográfia

### Film
| Év   | Magyar cím                       | Eredeti cím                              | Szerep        | Magyar hang     |
| ---- | -------------------------------- | ---------------------------------------- | ------------- | --------------- |
| 2000 | Pop, csajok satöbbi              | High Fidelity                            | fiú a parkban |                 |
| 2002 | Austin Powers – Aranyszerszám    | Austin Powers in Goldmember              | Fiatal Austin | Józsa Imre      |
| 2006 | Megetetett társadalom            | Fast Food Nation                         | Andrew        |                 |
| 2006 | Vegas Baby                       | Bachelor Party Vegas                     | Eli           | Hamvas Dániel   |
| 2006 |                                  | Down the P.C.H.                          | T-Boy         |                 |
| 2006 | Majd meghalnak Mandy Lane-ért    | All the Boys Love Mandy Lane             | Red           | Markovics Tamás |
| 2007 |                                  | Remember the Daze                        | Riley         |                 |
| 2008 | Merénylet a suligóré ellen       | Assassination of a High School President | Tad Goltz     | Czető Roland    |
| 2008 | Az informátorok                  | The Informers                            | Raymond       |                 |
| 2009 |                                  | The Assistants                           | Ben Goodrich  |                 |
| 2011 |                                  | Losers Take All                          | Dave          |                 |
| 2014 | Amerika Kapitány: A tél katonája | Captain America: The Winter Soldier      | Cameron Klein |                 |
| 2015 | Bosszúállók: Ultron kora         | Avengers: Age of Ultron                  | Cameron Klein | Seder Gábor     |
| 2016 |                                  | Time Toys                                | McGinson      |                 |
| 2024 | Vészjelzés                       | Blink Twice                              | Főnök         | Hamvas Dániel   |

### Televízió
| Év        | Magyar cím         | Eredeti cím          | Szerep                | Megjegyzések |
| --------- | ------------------ | -------------------- | --------------------- | ------------ |
| 1999      | Ámor nyila         | Cupid                | Andy Tucker           | 1 epizód     |
| 2001      |                    | What About Joan?     | Doug                  | 2 epizód     |
| 2002      | Játszd újra, Joel! | Do Over              | Andrew Wages          | 1 epizód     |
| 2003      |                    | Boston Public        | William Guilbert      | 2 epizód     |
| 2003      |                    | Titletown            | ismeretlen szerep     | tévéfilm     |
| 2003–2005 | Isteni sugallat    | Joan of Arcadia      | Friedman              | 33 epizód    |
| 2004      | Tiszta Hawaii      | North Shore          | Charlie               | 1 epizód     |
| 2004      |                    | Significant Others   | Justin                | 1 epizód     |
| 2004      | Doktor House       | House                | Luke Palmeiro         | 1 epizód     |
| 2006      | Las Vegas          | Las Vegas            | Leo Pedowitz          | 1 epizód     |
| 2007      | Az utazó           | Journeyman           | parti vendége / Raver | 2 epizód     |
| 2009      | Balfékek           | Community            | Jeremy Simmons        | 1 epizód     |
| 2013      |                    | Doll & Em            | Mike                  | 4 epizód     |
| 2013–2014 | Korra legendája    | The Legend of Korra  | Desna (hangja)        | 10 epizód    |
| 2017      | Rosewood           | Rosewood             | Pete Harmon           | 1 epizód     |
| 2017      | Kiválasztott       | The Chosen           | Simon a juhász        | 1 epizód     |
| 2018      |                    | Unphiltered          | Larry                 | 3 epizód     |
| 2019      |                    | Love, Death & Robots | Rookie (hangja)       | 1 epizód     |